# IC 4868
IC 4868 је двојна звијезда у сазвјежђу Телескоп која се налази на листи објеката дубоког неба у Индекс каталогу.
Деклинација објекта је - 45° 53' 32" а ректасцензија 19h 33m 33,4s.